# Star 742
Le Star 742 est un camion polonais fabriqué entre 1990 et 2000 par Fabryka Samochodów Ciężarowych „Star”.

## Historique

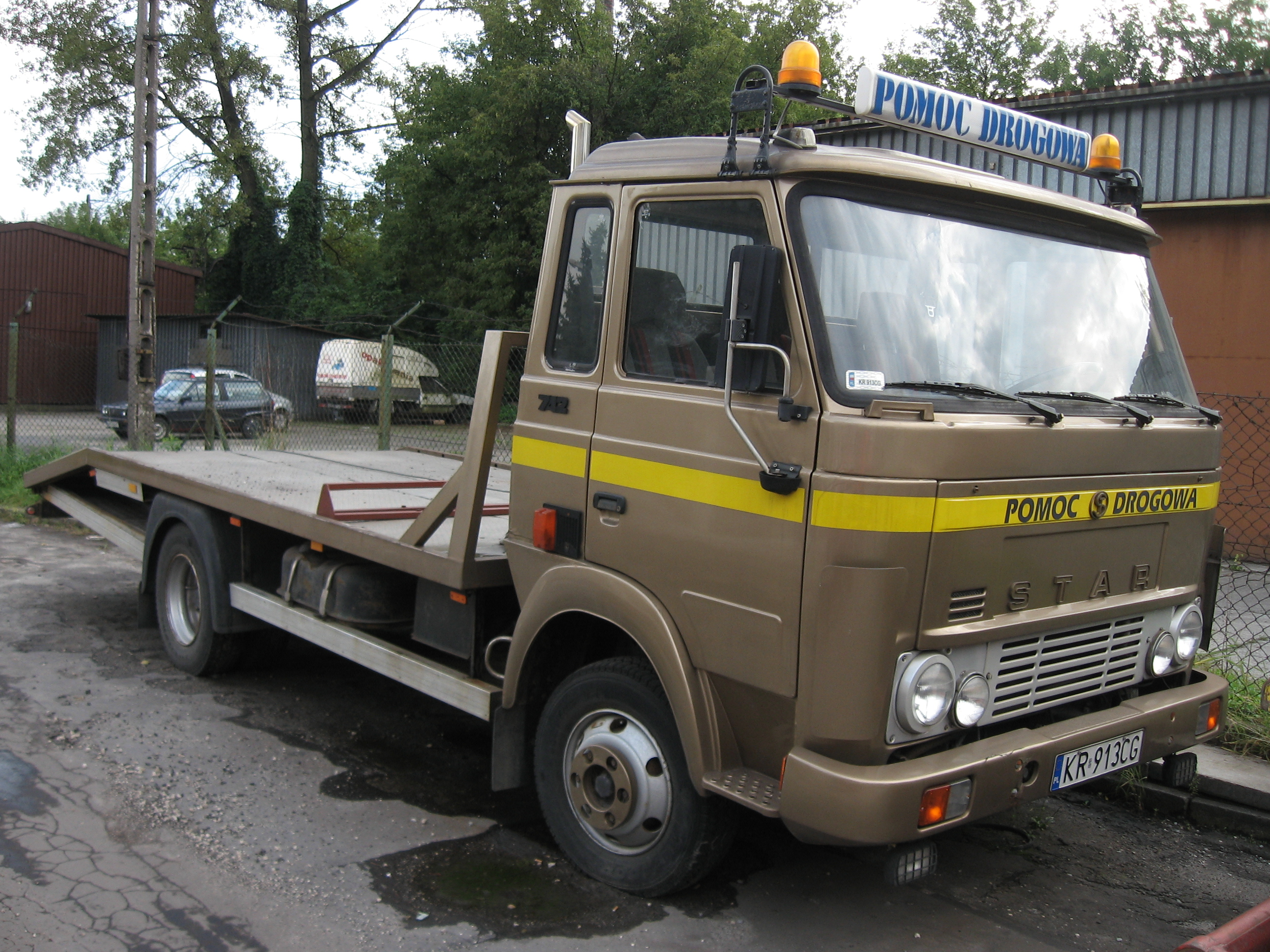
Star 742

Présenté pour la première fois en 1985 la production en série démarre cinq ans plus tard. Le Star 742 est une version plus légère du Star 1142. Le star 742 est équipé d'une cabine à trois places et sa une charge utile est de 3500 kg.